# Rådmandsmarken
Rådmandsmarken er et område på grænsen mellem Nordvestkvarteret og Østerbro i København. Området afgrænses af Tagensvej, Haraldsgade, Vermundsgade og Rådmandsgade, mens Sigurdsgade og Titangade krydser området.
Navnet refererer til, at den daværende landsby på stedet, Serridslev, i 1527 stillede sine jordbesiddelser til rådighed for rådmændene som belønning for deres arbejde på rådhuset.
Området huser i dag bl.a. en del af Professionshøjskolen Metropol - Metropolitan University College, kaldet Campus Rådmandsmarken. Når Københavns Metro udvides med Cityringen, etableres Skjolds Plads Station på hjørnet af Tagensvej og Haraldsgade.